# Patalene complanata
Patalene complanata là một loài bướm đêm trong họ Geometridae.